# XXIX Reunião Ordinária do Conselho do Mercado Comum
A XXIX Reunião Ordinária do Conselho do Mercado Comum ocorreu em dezembro de 2005, na cidade de Montevidéu.

## Participantes
Representando os estados-membros
- Luiz Inácio Lula da Silva
- Néstor Kirchner
- Tabaré Vázquez
- Nicanor Duarte

## Decisões
A reunião produziu 22 decisões.